# Hieronim Ossoliński
Hieronim (Jarosz) Ossoliński herbu Topór (zm. przed 30 stycznia 1576 roku) – kasztelan sandomierski w latach 1570–1575, kasztelan wojnicki w latach 1569–1570, kasztelan sądecki w latach 1568–1569, starosta krzeszowski w 1570 roku.
Uczestnik sejmu podpisującego unię polsko-litewską w Lublinie w 1569 roku, wyznawca kalwinizmu, przywódca stronnictwa innowierców w Małopolsce za króla Zygmunta Augusta, sygnatariusz konfederacji warszawskiej.

## Życiorys
Jako pierwszy z rodu zaczął się systematycznie pisać Ossoliński zamiast z Ossolina. Jego ojcem był Paweł Ossoliński, a matką Zbigniewa Słupecka.
Hieronim Ossoliński był postacią postawioną wysoko w państwie polskim. Reprezentował na sejmach województwo krakowskie. Zdobył świetne wykształcenie za granicą. Kształcił się na niemieckich akademiach, a kunszt rycerski posiadł we Włoszech, w wojsku Jana Medyceusza. Studiując w Niemczech, poznał teorie kalwinizmu.
Kasztelan znany był z najlepszego przywództwa w kole poselskim. Był znakomitym mówcą (m.in. mowa O wolnym senatorskim wotowaniu). Popierał unię polsko-litewską czemu dał wyraz w anonimowym, przypisywanym mu pisemku Unione Lithuaniae. Redagował memoriały polityczne.
Brał udział w kampanii obertyńskiej (1531).
Był posłem województwa krakowskiego na sejm piotrkowski 1548 roku, poseł na sejm piotrkowski 1550 roku z województwa sandomierskiego, sejm 1553, sejm 1556/1557 i sejm piotrkowski 1562/1563 roku. Poseł na sejm piotrkowski 1552 roku z województwa krakowskiego.
W 1556/7 r. na sejmie warszawskim wypowiedział się w kwestii reformacji kościoła. Przedstawił wtedy królowi swój projekt w sprawie ułożenia wyznań w kraju, nawiązujący do programu kalwińskiego wygłoszonego w Seceminie. W 1557 r. na synodzie generalnym w Pińczowie został mianowany na jednego z pięciu seniorów świeckich zboru kalwińskiego. Jego innowiercza postawa sprowadziła na niego wielokrotnie rzucane klątwy kościelne.
Poseł na sejm piotrkowski 1558/1559 roku z województwa krakowskiego.
Jako przedstawiciel Korony Królestwa Polskiego podpisał akt unii lubelskiej 1569 roku. Ossoliński odgrywał ważną rolę podczas pierwszego bezkrólewia, założył konfederację zapewniającą pokój dysydentom. Jako kasztelan wojnicki w 1570 r. otrzymał kasztelanię sandomierską. Podpisał konfederację warszawską 1573 roku. Podpisał dyplom elekcyjny Henryka Walezego i brał udział w jego koronacji. Dwa lata później, w 1575 r. domagał się jego detronizacji.
Hieronim Ossoliński zmarł prawdopodobnie w końcu 1575 roku, a na pewno przed 30 I 1576 r., kiedy to odbyła się elekcja w Warszawie, w której nie wziął udziału. Syn Zbigniew, wojewoda sandomierski i gorliwy katolik, napisał w pamiętniku, że ojciec do końca życia wytrwał w innowierstwie.
Przyjął prawo miejskie w Krakowie.
Został pochowany w Goźlicach, gdzie wcześniej zamienił istniejący tam kościół katolicki na zbór kalwiński (1559–1620).

## Rodzina
W 1547 zawarł związek małżeński z wyznawczynią kalwinizmu Katarzyną Zborowską, w którym urodziły się następujące dzieci:
- Jan Ossoliński,
- Hieronim Ossoliński (zm. 1581),
- Piotr Ossoliński (zm. 1580 bezpotomnie),
- Mikołaj Ossoliński (zm. 1598 bezpotomnie) – dziedzic Klimontowa, żonaty od 1593 roku z Katarzyną Secemińską,
- Zofia Ossoliński – wyszła za mąż za Stanisława Drohojowskiego,
- Jan Zbigniew Ossoliński,
- Andrzej Ossoliński,
- Marcin Ossoliński.